# Rumah gadang

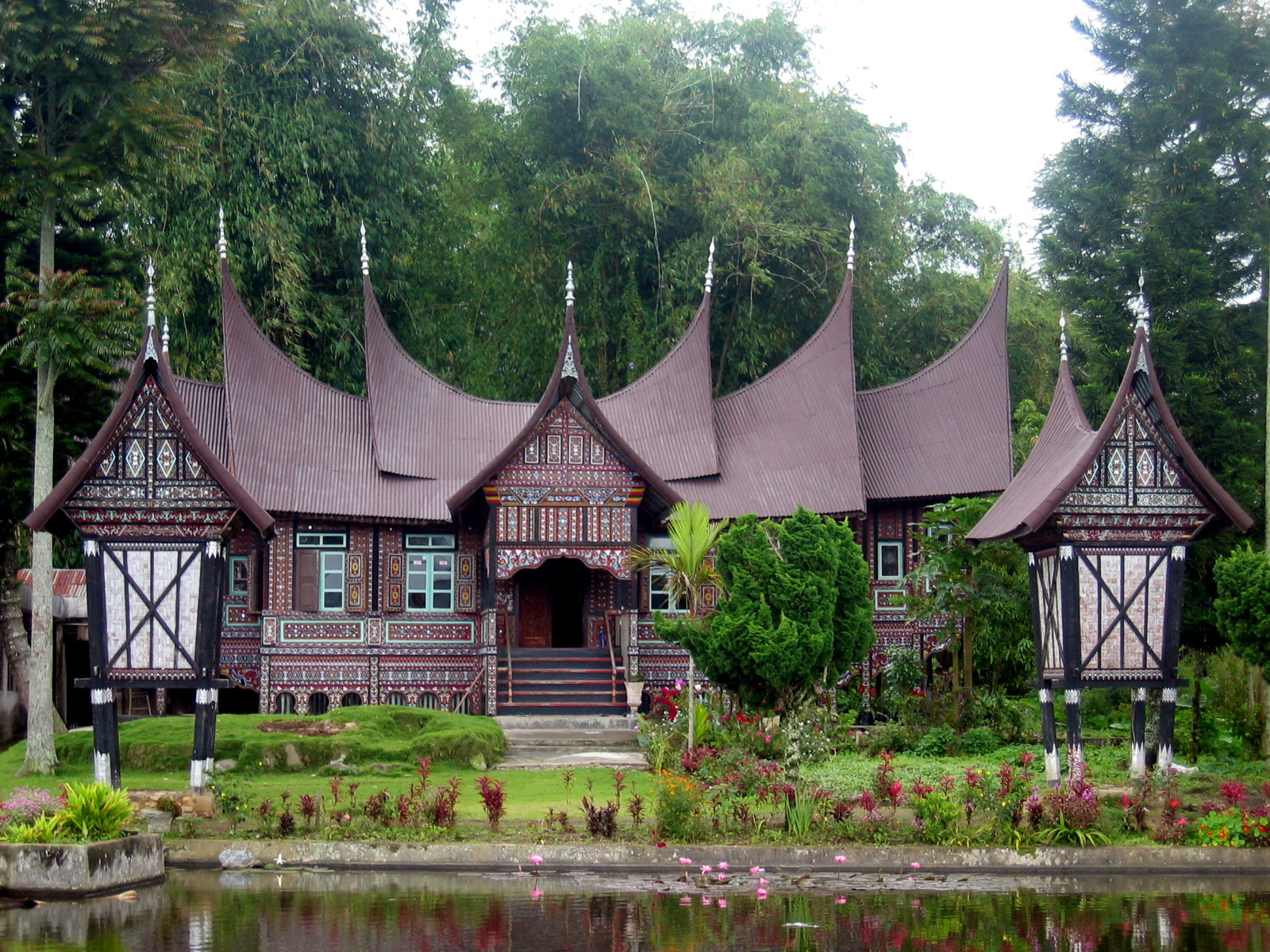
Rumah gadang na aldeia Pandai Sikek de Sumatra Ocidental, com dois celeiros de arroz (rangkiang) na frente.

Rumah gadang (do minangkabau: "casa grande") ou rumah bagonjong (do minangkabau: "casa de telhado esparramado") são as casas tradicionais (em indonésio: rumah adat) do povo Minangkabau. A arquitetura, a construção, a decoração interna e externa e as funções da casa refletem a cultura e os valores dos Minangkabau. A rumah gadang serve de residência, um salão para reuniões familiares e atividades cerimoniais. Na sociedade matrilinear de Minangkabau, a rumah gadang é de propriedade das mulheres da família que moram nela; a posse é passada de mãe para filha.
As casas têm uma estrutura de telhado curvada, com estruturas de frontões de várias camadas. Janelas com venezianas são construídas em paredes entalhadas com esculturas florais pintadas. O termo rumah gadang geralmente se refere aos lares comunitários maiores, no entanto, residências individuais menores compartilham muitos de seus elementos arquitetônicos.
Em Sumatra Ocidental, a tradicional rumah gadang reflete a tradição do povo Minangkabau da província e tornou-se o símbolo da cultura de Sumatra Ocidental e Minangkabau. Em toda a região, numerosos edifícios demonstram os elementos de design da rumah gadang, incluindo estruturas vernáculas genuínas de alvenaria de madeira construídas para cerimônias habituais, à estrutura moderna mais mundana, como as de escritórios governamentais e instalações públicas. Hoje em dia, os elementos arquitetônicos da rumah gadang, especialmente seu teto curvado semelhante a chifres de gonjong, podem ser encontrados em estruturas modernas, como prédios comerciais, mercados, hotéis, fachadas de restaurantes de Padang e no Aeroporto Internacional de Minangkabau. O istano basa, no entanto, é o maior e mais magnífico exemplo desse estilo tradicional.

## Variações
Houve um assentamento do povo Minangkabau considerável em Negeri Sembilan (atualmente na Malásia) desde o século XVII, com o chefe dos Minangkabau ainda governante lá. Os Negeri Sembilan Minangkabau, no entanto, adotaram a construção do telhado em estilo malaio, com um pedaço de estriado contínuo coberto com folhas de palmeira presas a sarrafos. Embora isso tenha significado a perda do telhado curvo característico e tenha beirais, ele ainda é considerado digno e belo. A influência islâmica mais ortodoxa também levou a variações, tais como modificações no layout do interior, já que as mulheres estão mais restritas à parte de trás da casa do que no caso do matrilinear de Sumatra Minangkabau.